# Edward Szostak
Edward Szostak (Cracovia, 12 settembre 1911 – Cracovia, 10 ottobre 1990) è stato un cestista polacco.

## Carriera
Ha disputato con la Polonia le Olimpiadi di Berlino 1936, giocando due partite.